# Zak Swanson
Zachary Swanson (Londen, 28 september 2000) is een Engels voetballer die door MVV Maastricht van Arsenal FC gehuurd wordt.

## Carrière
Zak Swanson speelde in de jeugd van Arsenal FC. In het seizoen 2020/21 wordt hij aan MVV Maastricht verhuurd. Hij debuteerde in het betaald voetbal voor MVV op 5 september 2020, in de met 1-7 verloren thuiswedstrijd tegen SC Cambuur. Hij begon in de basis en werd in de 83e minuut vervangen door Marko Kleinen.

### Statistieken
| Seizoen                       | Club             | Land           | Competitie     | Competitie | Competitie | Beker | Beker | Totaal | Totaal |
| Seizoen                       | Club             | Land           | Competitie     | Wed.       | Dlp.       | Wed.  | Dlp.  | Wed.   | Dlp.   |
| ----------------------------- | ---------------- | -------------- | -------------- | ---------- | ---------- | ----- | ----- | ------ | ------ |
| 2020/21                       | → MVV Maastricht | Nederland      | Eerste divisie | 2          | 0          | 0     | 0     | 2      | 0      |
| Carrièretotaal                | Carrièretotaal   | Carrièretotaal | Carrièretotaal | 2          | 0          | 0     | 0     | 2      | 0      |
| Bijgewerkt op 11 oktober 2020 |                  |                |                |            |            |       |       |        |        |